# Болезнь Унферрихта — Лундборга
 Болезнь Унферрихта — Лундборга  (син.: семейная миоклония, миоклонус-эпилепсия, прогрессирующий миоклонус) — хронически прогрессирующее наследственное заболевание центральной нервной системы c аутосомно-рецессивным механизмом наследования, проявляющееся миоклоническим гиперкинезом, эпилептиформными припадками, с возможным развитием атаксии ходьбы, дизартрии, тремора и деменции.
Впервые описано нем. невропатологами Unverricht H. в 1891 году, затем Lundborg Н. в 1903 году.

## Распространенность
Болезнь Унферрихта — Лундборга является весьма распространенной среди генетически гетерогенных прогрессирующих миоклоний. Она была также известна как «балтийский миоклонус» и «средиземноморский миоклонус». Хотя заболевание можно встретить во всех странах, наиболее высокий уровень характерен для Финляндии (1 на 20.000), а также западной части (юг Франции, Северная Африка) и восточной части средиземноморского побережья.

## Этиология
Причины болезни — аутосомно-рецессивно наследуемая генная мутация.
Ген, мутации в котором приводят к развитию ЕРМ1 картирован на хромосоме 21q22.3. Он называется цистатином В (CSTB), или стефином В (STFB). Ген состоит из 3 экзонов. Главным молекулярным дефектом при ЕРМ1 является отсутствие или уменьшение уровня цистатина В в результате синтеза укороченного белка, к чему приводят мутации Arg68Stop, del313-314, а также мутация сплайсинга — замена G→C в интроне 1, приводящие к уменьшению уровня мРНК, вероятно, из-за сниженной транскрипции гена.
Характерной патологоанатомической находкой при этом заболевании является дистрофия нейронов с типичными внутриклеточными включениями, получившими название телец Лафора. Они содержат мукополисахариды, белки (мукопротеины) и иногда дают реакцию на амилоид, что является поводом для оценки семейной миоклонии как одной из форм гликогеновых болезней.

## Клиническая картина
Заболевание клинически характеризуется триадой признаков: стимул-сенситивный миоклонус, эпилепсия и прогрессирующий неврологический дефицит с различной симптоматикой. При болезни Унферрихт-Лундборга соответственно отмечается тяжелый стимул-сенситивный миоклонус, генерализованные тонико-клонические приступы, фотосенситивность в ЭЭГ. Возраст дебюта от 6 до 18 лет, с пиком на 11 лет. До дебюта дети обычно здоровы. Миоклонии активируются действием, могут провоцироваться светом, физической нагрузкой, стрессом.
В наиболее полном исследовании, охватывающем большинство опубликованных случаев этого редкого заболевания (Diebold К, 1973), различаются следующие его генетические варианты:
1. предположительно аутосомно-рецессивная наследственная форма прогрессирующей миоклонус-эпилепсии, сопровождающаяся внутрицеребральным отложением мукополисахаридов;
2. прогрессирующие формы миоклонус-эпилепсии с различным (рецессивным и доминантным) типами наследования, обусловленные поражением экстрапирамидной и мозжечковой систем;
3. миоклоническая церебеллярная диссинергия.

Психические расстройства характеризуются нарастающими изменениями личности и развитием слабоумия. На начальных этапах болезни больные становятся капризными, плаксивыми, угрюмо-подавленными, иногда злобными, назойливыми, в некоторых случаях их поведение делается дурашливым. В первые годы болезни эти проявления изменчивы, они усиливаются после эпилептических припадков. В дальнейшем постепенно нарушается память, ослабевает внимание, снижается уровень суждений, суживается круг интересов. Все это быстро прогрессирует с исходом в глубокое слабоумие. В отдельных случаях описаны психотические расстройства — сумеречные состояния сознания, состояния возбуждения с суицидальными попытками, а также шизоформные психозы (Франкштейн С. И., 1934).
Заболевание прогрессирует медленно, познавательная деятельность у пациентов сначала длительное время не нарушается, интеллект медленно снижается на протяжении 10—12 лет, доходя до степени деменции. Обычно, спустя несколько лет после дебюта, развиваются атаксия, дискоординация, интенционный тремор и дизартрия. В начальный период наблюдаются эмоциональная лабильность и депрессии.

## Диагностика
Диагноз ставится на основании клинической картины в виде тяжелого стимул-сенситивного миоклонуса, возраст дебюта приступов, и ЭЭГ. Для ЭЭГ характерны фотосенситивность, замедление фоновой ритмики, генерализованные высокоамплитудные полиспайки, разряды комплексов спайк- или полиспайк-волна частотой 3—5 Гц. МРТ-сканирование обычно в пределах нормы. Биопсия кожи. Для болезни характерна клиническая вариабельность даже в пределах одной семьи, диагноз может быть подтвержден генетическим тестированием.
Миоклонические гиперкинезы и эпилептические пароксизмы могут встречаться и при многих других заболеваниях, однако о болезни Унферрихта — Лундборга можно думать только в тех случаях, где имеется прогрессирующее течение болезни, резкие колебания интенсивности гиперкинезов в отдельные дни и характерные (обычно грубо выраженные) изменения на ЭЭГ. Детекция гомозиготной или двух гетерозиготных патогенных мутаций при секвенировании гена CSTB является молекулярным подтверждением диагноза болезни Унферрихта — Лундборга. Дифференциальную диагностику проводят с генуинной эпилепсией, эпилепсией Кожевникова, хроническими наследственными атаксиями.

## Лечение
Препаратом первого выбора обычно считается вальпроевая кислота, поскольку она уменьшает миоклонус и частоту генерализованных приступов. Кроме того, вальпроевая кислота, если назначена вскоре после клинического дебюта, может отсрочить или ограничить прогрессирование болезни. Клоназепам или пирацетам эффективны как дополнительные препараты к терапии вальпроевой кислотой. Перспективен леветирацетам, однако требуются дополнительные исследования. Из новых препаратов потенциально эффективными могут оказаться ламотриджин, топирамат и зонизамид.
Имеются данные о негативном воздействии фенитоина в виде усиления мозжечковой симптоматики, координаторных нарушений, когнитивных расстройств. Поэтому следует избегать его назначения. Также не следует назначать карбамазепин — ввиду его неэффективности.
Миоклонус может быть резистентен к медикаментозной терапии, тогда как генерализованные приступы обычно удается контролировать противосудорожными средствами.

## Прогноз
Долгосрочные исследования показывают, что у многих пациентов в конце заболевания инвалидизация вызывается атаксией и миоклонусом. Сегодняшние возможности терапии позволяют пациентам доживать до 60 — 70 лет. При развитии деменции социальный прогноз неблагоприятный.

## Профилактика и психологическая помощь
Поскольку заболевание является наследственным, профилактика его не эффективна. Однако можно смягчить проявления уже начавшейся болезни и замедлить её прогрессирование. Наряду с точным выполнением всех предписаний относительно лекарственной терапии здесь большую роль играет индивидуальная и групповая психотерапия и коррекция процесса обучения. Эмоциональные, социальные и интеллектуальные проблемы могут негативно повлиять на образование пациента, школьную успеваемость. Поэтому может потребоваться психологическая терапия, направленная на коррекцию эмоциональной сферы, особенно в подростковом возрасте. Некоторые специалисты рекомендуют в этом возрасте проводить клиническое обследование каждые 6 месяцев. Ввиду повышенного риска суицида у подростков при болезни Унферрихт-Лундборга требуется внимательно отслеживать признаки возможной депрессии.